# Mount Blair (kulle)
Mount Blair är en kulle i Storbritannien.   Den ligger i kommunen Perth and Kinross och riksdelen Skottland, i den norra delen av landet, 600 km norr om huvudstaden London. Toppen på Mount Blair är 744 meter över havet, eller 399 meter över den omgivande terrängen. Bredden vid basen är 10,9 km.
Terrängen runt Mount Blair är huvudsakligen lite kuperad.Runt Mount Blair är det glesbefolkat, med 9 invånare per kvadratkilometer. Närmaste större samhälle är Blairgowrie, 15,8 km söder om Mount Blair. Trakten runt Mount Blair består i huvudsak av gräsmarker.